# Tropennächte
Pour plus de détails, voir Fiche technique et Distribution.
Tropennächte est un film américain réalisé par Leo Mittler, sorti en 1931.

## Synopsis
Trio amoureux dans un orchestre musical...

## Fiche technique
- Titre : Tropennächte
- Réalisation : Leo Mittler
- Scénario : Grover Jones, William Slavens McNutt, Rudolph Cartier 	et Egon Eis d'après le roman Victoire de Joseph Conrad
- Photographie : René Guissart
- Pays d'origine :  États-Unis
- Format : Noir et blanc — 35 mm — 1,37:1 — Son : Mono
- Genre : Film dramatique
- Date de sortie : 1931

## Distribution
- Dita Parlo : Alma
- Robert Thoeren : Heyst
- Fritz Greiner : Schomberg
- Else Heller : Frau Schomberg
- Fritz Rasp : Jones